# High Times: Singles 1992-2006 (DVD)
High Times: Singles 1992-2006 es el segundo DVD de la banda Jamiroquai. El DVD incluye todos los vídeos de la banda, y es el primero que recopila todos los vídeos de la banda hasta ese momento. Un dato interesante es que el DVD NO incluye el videoclip de Runaway.

## Lista de vídeos delDVD
- 1.When You Gonna Learn? (3:53)
- 2.Too Young To Die (3:29)
- 3.Blow Your Mind (4:48)
- 4.Emergency on Planet Earth (sencillo) (4:10)
- 5.If I Like It, I Do It (2:53)
- 6.Space Cowboy (3:36)
- 7.Half the Man (3:40)
- 8.Light Years (3:59)
- 9.Stillnes in Time
- 10.Virtual Insanity (3:54)
- 11.Cosmic Girl (3:51)
- 12.Alright (3:46)
- 13.High Times (4:12)
- 14.Deeper Underground (5:16)
- 15.Canned Heat (3:57)
- 16.Supersonic (3:56)
- 17.King for a Day (3:20)
- 18.Black Capricorn Day (3:40)
- 19.Little L (3:56)
- 20.You Give me Something (3:21)
- 21.Love Foolsophy (3:46)
- 22.Corner of the Earth (3:58)
- 23.Feels Just Like It Should (4:34)
- 24.Seven Days In Sunny June (3:57)
- 25.(Don't) Give hate a Chance (3:50)

- Datos: Q5897608